# Fw 191 (航空機)
フォッケウルフ Fw 191
- 用途：中型爆撃機
- 製造者：フォッケウルフ
- 運用者：ドイツ空軍
- 初飛行：1942年初め
- 生産数：3機
- 運用状況：試作のみ

フォッケウルフ Fw 191は、第二次世界大戦中のドイツの試作爆撃機である。本機は2種類の型の生産が考えられており双発モデルはユンカースJumo 222を、4発モデルはより小型のダイムラー・ベンツ DB 605 エンジンを搭載する予定であった。このプロジェクトは最終的にエンジンに関する技術的な問題のために放棄された。

## 設計と開発
1939年7月にドイツ航空省（RLM）は高性能中型爆撃機「"B爆撃機"計画」の要求仕様を発行した。この要求仕様は最高速度600 km/h (373 mph)、フランスかノルウェーの基地から英国のあらゆる場所へ4000 kg (8820 lbs)の爆弾を搭載して飛行できる機体というものであった。それに加え新型爆撃機には搭乗員の与圧キャビンと遠隔操作の武装を備え、開発中の新しい2,500馬力級のエンジン（ユンカースJumo 222又はダイムラー・ベンツ DB 604）を使用する予定であった。アラド社、フォッケウルフ社とユンカース社がこの要求仕様に応じた。アラド社のAr E340は失格となり、ドルニエ社のDo 317は開発契約の優先度が落とされた結果ユンカース社のJu 288とフォッケウルフ社のFw 191が全規模開発されることに決まった。
Fw 189偵察機の開発にも携わったケーゼル博士（Dipl. Ing E. Kösel）がFw 191の設計チームを率いることになっていた。Fw 191は肩翼配置の主翼を持つ全般的に洗練された機体で、主翼のナセルに2基のユンカースJumo 222 24気筒エンジン（この方がDB 604 エンジンより実現性が高かった）を搭載していた。興味深い特徴としてはハンス・ムルトップ（Hans Multhopp）が開発した着陸用のフラップとダイブブレーキを併せ持った独創的な機構のムルトップ・クラッペ（Multhopp-Klappe）を装着していたことであった。全ての燃料は爆弾倉の上に配置された5つと胴体とエンジンナセルの間の2つの燃料タンクから供給された。
尾部は多少上反角がついた水平尾翼と双垂直尾翼、双方向舵で構成されていた。降着装置の主車輪は平たく寝るように90度回転しながら後方に引き込まれ、エンジンナセル内に収納された。尾輪も前方に引き込まれ胴体内に収納された。4名の搭乗員は与圧されたコックピットに座った。航法士用に大型のプレキシグラスのドームが備えられ、通信士はこれで後部の遠隔銃塔の照準に使用した。
Fw 191はドイツ空軍の慣例に従って搭乗員を機首のコンパートメントに集中配置しており、ここは高高度の運用のために与圧されていた。提案された武装は、機首下の銃塔にMG 151 機関砲を1門、胴体背面にMG 151連装遠隔銃塔、胴体下面にMG 151連装遠隔銃塔、尾部銃塔に1丁か2丁のMG 81 機関銃、エンジンナセル後部に遠隔操作の武装であったが、試作機には別の組み合わせの武装が施された。照準装置は搭乗員のコンパートメントの上部と下部に備えていた。
Fw 191は胴体内に爆弾倉を備え、それに加えて胴体とエンジンナセルの間に爆弾や魚雷を懸架できる外部ラックを持っていた。設計では最大速度は600 km/h (373 mph)、爆弾搭載量は4,000 kg (8820 lb)で航続距離はフランスとノルウェーの基地から英国のあらゆる標的に爆撃できるように考えられていた。

### 失敗と開発の終焉

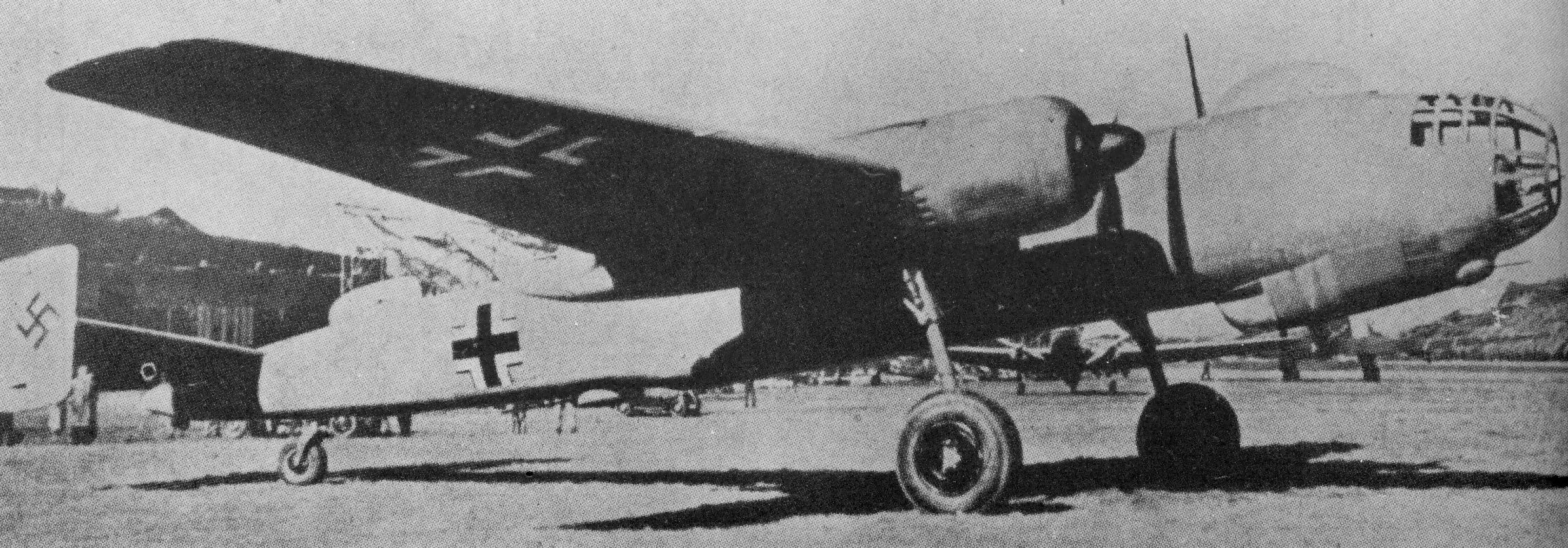

数多くの電動モーターと配線が取り付けられていたためFw 191は"空飛ぶ発電所（Das fliegende Kraftwerk）"というあだ名を付けられたと言われる。これは唯でさえ重い機体に更なる重量過多を招き、それに加えてもし発電機に1発でも敵の銃弾が当たろうものなら機体のあらゆるシステムが作動不能になる危険性を持っていた。メルホルン博士（Dipl. Ing Melhorn）はFw 191 V1の初飛行を1942年初めに行ったが、予想された通り規定出力に達しないエンジンの出力不足という問題が直ぐに持ち上がってきた。もう一つの予想外の問題は、展開した時に激しいフラッターを発生させるムルトップ・クラッペでありこれは改善を要する点であった。この時点では武装はダミーで爆弾も搭載していなかった。Fw 191 V1による10回のテスト飛行が完了した後で類似のV2がテストに加わったが、僅か10時間のテスト飛行の記録しか残されていない。Fw 191に搭載される予定の2,500 hp (1.9 MW)のJumo 222 エンジンは問題点を解消していった。
合計で僅か3機の試作機V1, V2とV6しか製造されなかった。Fw 191の開発プロジェクトはエンジンの不具合と広範囲にわたり電動モーター駆動システムを採用したことで失敗した。Jumo 222 エンジンが初飛行には間に合わずその代わりに1,600馬力のBMW 801 MA 星型エンジンを2基搭載した直後から問題が発生した。このFW 191 V1は深刻な馬力不足であり、もう一つの問題はRLMが通常は油圧作動か機械作動で動かす全てのシステムを電動モーターで動かそうと固執したことであった。
この点でRLMは再設計と電動モーターの使用を止める（標準的な油圧式に変更）ことを許可し、これによりFw 191 V3、V4とV5は中止された。その後Fw 191 V6が新しい設計に沿って改造され、離昇出力2,200馬力を発生する特別に用意されたJumo 222 エンジンが取り付けられた。この新しいFw 191の初飛行はハンス・ザンダー（Hans Sander）大尉の操縦で1942年12月に行われた。V6の飛行特性は改善されていたがJumo 222 エンジンはいまだに設計出力に達せず、製造に必要な特殊金属の不足によりこのエンジンの先行きは暗いものであった。Fw 191 V6はFw 191Aシリーズの試作機となるはずであった。
Jumo 222 エンジンには初期トラブルが頻出し、ダイムラー・ベンツ DB 604の開発は既に放棄されていたため新しいFw 191Bシリーズの開発が進められた。
Fw 191 V13にはDB 601かDB 605 12気筒エンジンを2基組み合わせたダイムラー・ベンツ DB 606かDB 610を搭載するためにV7 から V12の機体は中止された。しかしこれらの低馬力重量比のエンジンを使用することにより武装とペイロードを減らさなければならなかった。既にエンジンナセル後部の銃塔を外すことが決められ、他の武装は手動操作に変更された。新しいエンジン配置の5機の試作機（V14からV18）が更に計画されたが製造はされなかった。
Fw 191の開発プログラムを延命させる最後の試みは1,340馬力のユモ 211Fか1,475馬力のDB 605A又は1,475馬力のDB 628を4基搭載したFw 191Cの提案であった。キャビンは非与圧化され武装は手動操作にされた。深くされた胴体底部の段差は銃手のためのものだった。
不幸なことに、この時点で全ての"B爆撃機"計画はキャンセルされた。その主要な要因は"B爆撃機"計画の最優先の要求事項の一つであった2,500馬力級エンジンが無いことであった。Fw 191は失敗作として記憶されているが機体と設計全般は最終的には良好な状態まで改善され、唯一アンダーパワーのエンジンと全てのシステムを電動モーターで作動させることに固執したことが最終的にこの機種を台無しにした。結局僅か3機のFw 191（V1、V2、V6）が製造され、Fw 191BとCで製造された機体は無く設計段階以降には進まなかった。最終的にプロジェクトは破棄された。

## 要目
（Fw 191 V6, 設計値）
- 乗員：360kg/794lb ＊
- 全長：18.45 m (60 ft 6 in)
- 全幅：25 m (82 ft)
- 全高：4.80 m (15 ft 9 in)
- 翼面積：70.5 m² (759 ft²)
- 翼面荷重：278 kg/m² (57 lb/ft²)
- 空虚重量：11,970 kg (26,389 lb)
- 全備重量：19,575 kg (43,155 lb)
- 最大離陸重量：
- 馬力重量比：170 W/kg (0.10 hp/lb)
- エンジン：2 × ユンカース ユモ 222 液冷エンジン、2,200 hp (1,641 kW)
- 最高速度：620 km/h @ 6,350m (385 mph @ 20,800')
- 巡航高度：9,700 m (31,824 ft)
- 航続距離：3,600 km (2,237 mi)
- 上昇率：366 m/min (20 ft/s)

- 武装
  - 2 x 7.9 mm MG 81 機関銃、機首下の銃塔
  - 2 x 7.9 mm MG 81 機関銃、各エンジンナセル後部の遠隔銃塔
  - 1 x 20 mm MG 151/20 機関砲 と 2 x 13 mm MG 131 機関銃、胴体下面の銃塔
  - 1 x 20 mm MG 151/20 機関砲 と 2 x 13 mm MG 131 機関銃、胴体背面の銃塔
  - 爆弾 4,200 kg (9,240 lb)、（胴体内に2本の魚雷を搭載可）

＊ユモ 222 エンジン付きFw 191のメーカー資料には搭乗員は重量で表示されている。

### 書籍
- Jane's All the World's Aircraft 1945, page 117c and addendum 23
- Jane's Fighting Aircraft of World War II. London. Studio Editions Ltd, 1989. ISBN 0-517-67964-7